# Christopher Linke
Christopher Linke (Potsdam, 24 ottobre 1988) è un marciatore tedesco, vice campione europeo nella 35 km a Monaco di Baviera 2022.

## Palmarès
| Anno | Manifestazione   | Sede           | Evento          | Risultato | Prestazione | Note                          |
| ---- | ---------------- | -------------- | --------------- | --------- | ----------- | ----------------------------- |
| 2007 | Europei juniores | Hengelo        | Marcia 10000 m  | 6º        | 42'11"94    |                               |
| 2009 | Europei U23      | Kaunas         | Marcia 20 km    | 4º        | 1h24'29"    |                               |
| 2010 | Europei          | Barcellona     | Marcia 50 km    | dnf       | dnf         |                               |
| 2011 | Mondiali         | Taegu          | Marcia 20 km    | 21º       | 1h24'17"    |                               |
| 2012 | Giochi olimpici  | Londra         | Marcia 50 km    | 24º       | 3h49'19"    |                               |
| 2013 | Mondiali         | Mosca          | Marcia 20 km    | 9º        | 1h22'36"    |                               |
| 2014 | Europei          | Zurigo         | Marcia 20 km    | 5º        | 1h21'00"    |                               |
| 2015 | Mondiali         | Pechino        | Marcia 20 km    | 38º       | 1h26'10"    |                               |
| 2016 | Giochi olimpici  | Rio de Janeiro | Marcia 20 km    | 5º        | 1h20'00"    |                               |
| 2017 | Mondiali         | Londra         | Marcia 20 km    | 5º        | 1h19'21"    |                               |
| 2018 | Europei          | Berlino        | Marcia 20 km    | 13º       | 1h22'33"    |                               |
| 2019 | Mondiali         | Doha           | Marcia 20 km    | 4º        | 1h27'19"    |                               |
| 2021 | Giochi olimpici  | Tokyo          | Marcia 20 km    | 5º        | 1h21'50"    |                               |
| 2022 | Mondiali         | Eugene         | Marcia 20 km    | dq        | dq          |                               |
| 2022 | Europei          | Monaco         | Marcia 35 km    | Argento   | 2h29'30"    | Miglior prestazione personale |
| 2023 | Mondiali         | Budapest       | Marcia 20 km    | 5º        | 1h18'12"    | Record nazionale              |
| 2023 | Mondiali         | Budapest       | Marcia 35 km    | 5º        | 2h25'35"    | Record nazionale              |
| 2024 | Europei          | Roma           | Marcia 20 km    | dnf       | dnf         |                               |
| 2024 | Giochi olimpici  | Parigi         | Marcia 20 km    | 19º       | 1h20'35"    |                               |
| 2024 | Giochi olimpici  | Parigi         | Staffetta mista | 10ª       | 2h56'14"    |                               |